# Gyürky Antal
Gyürky Antal, névváltozat: Gyürki (Felsőszelény, 1817. március 12. – Dorog, 1890. július 31.) magyar borász, mezőgazdász, királyi kataszteri felügyelő, lapszerkesztő, borászati és közgazdasági szakíró.

## Élete
A Hont vármegyei ősrégi nemesi gyürki Gyürky család sarja, amely család a nevét minden bizonnyal Gyürki községről vette, ahol az egész környéken már a 18. században is jelentős mértékű szőlő- és bortermesztés zajlott. Gyürki István megyei főügyész és Madách Anna (Madách Imre, a költő, apjának nővére) fia, Felsőszelényben született 1817. március 12-én, iskoláit Léván és Aradon végezte. Szülei katonai pályára kívánták adni, így bár a gazdálkodás iránti érdeklődése már korán megmutatkozott, 1834-ben a 3. számú huszárezred kadétja lett. Az ígéretesen induló katonai pálya másfél év után egy lovasbaleset miatt megtört, ezt követően a közigazgatási–politikai karrier iránt kezdett érdeklődni. Ügyvédi diplomát szerezve, 1836-tól előbb Hont vármegye tiszteletbeli aljegyzője, majd 21 éves korától szolgabírója lett; négy év után táblabíróvá és rendes főjegyzővé lépett elő, mely hivatalát 1849-ig viselte.
Vármegyei tisztviselőként kibontakoztathatta a gazdászat iránti érdeklődését: gazdag könyvtárat gyűjtött össze a kor jeles gazdasági munkáiból, és számos alkalmat megragadott tudása fejlesztésére – azt is vállalta például, hogy főjegyzői munkája mellett szigorlatot tesz a váltótörvényekből, és kitűnő minősítéssel abszolválta azt. Gazdasági cikkeket is ekkoriban kezdett publikálni: először az Ismertető című gazdasági lapban, majd egyre több helyütt. Sokat utazott úgy országszerte, mint külföldön, ezen útjain is a helyi gazdálkodási szokásokat tanulmányozta. Tagja lett a kor több gazdasági illetve tudományos jellegű egyesületének, ezek némelyikében tisztséget is vállalt.
A szabadságharc idején Gyürky számos csatában vett részt, egy ideig a honti nemzetőrség parancsnokaként, utána mint parancsőrtiszt Görgei Artúr mellett, századosi rendfokozatban. 1849 májusától hadfogó és szállítóház-parancsnok volt Miskolcon, a világosi fegyverletétel idején már őrnagyi rendfokozatot viselt. A szabadságharc leverése után visszavonult a közélettől és ismét a gazdálkodás terén mélyedt el. Ebben motiválták gróf Széchenyi István nagyívű gazdálkodási elképzeléseket tükröző művei, majd kettejük személyes ismeretsége is, Széchenyi ugyanis nagyszabású, országos borkereskedést kívánt alapítani, és ennek érdekében őt bízta meg, hogy igyekezzék alaposan bejárni az országot és összegyűjteni a legjobb borokat. Bár Gyürky vállalta és végre is hajtotta a megbízatást, Széchenyinek nem jött be az üzlet, így szétváltak útjaik.
1853-ban A tagosításról címmel jelentetett meg tanulmányt, mely a szakirodalomban, sőt még a napisajtóban is jelentős visszhangot kapott; e munkájával főleg a kisebb birtokosokra próbált hatni, rávilágítva számukra az egy tagba rendezett birtokon való gazdálkodás lehetséges előnyeire. A következő években kiadott munkái közül feltétlenül említést érdemel A vinczellérek könyve, mely gyakorlati útmutató volt a szőlővel foglalkozó gazdák számára, vagy a Cselédbarát – ez utóbbi azon felismerésének eredménye volt, hogy egy-egy birtok gazdálkodásának sikere nagy mértékben függ a cselédség jó hangulatú, motivált munkavégzésétől. 1857-ben hat füzetben jelentette meg Szőlészeti s borászati közlemények című tanulmánysorozatát. Borászati találmányai is voltak, ezek egy részét bemutatta például (1856-os évjáratú felsőszelényi asztali borával együtt) a Magyar Gazdasági Egyesület 1857-es kiállításán is.
1858-ban ő alapította az első magyar borászati hetilapot, Borászati Lapok címmel, azzal a céllal, hogy előmozdítsa a hazai szőlőművelés, borkezelés és pincegazdászat minél szélesebb körű és minél magasabb szintű művelését, illetve segítse a hazai borokkal való eredményes nemzetközi kereskedést; az ő nevéhez fűződik a Borászati és Kertészeti Füzetek megjelentetése is. Pesten pedig egy „borcsarnokot” nyitott, melynek kínálatában a legjobb magyar borok is szerepeltek; vállalkozásának eredményei a birtokosok megfelelő anyagi hozzájárulása hiányában maradtak el a várakozásoktól.
Borászati szakíróként legmaradandóbb alkotása az Emich Gusztáv kiadásában 1861-ben Pesten megjelent Borászati szótár; ennek az ezredforduló körüli években fakszimile kiadása is megjelent egy dunaszerdahelyi kiadó gondozásában. E szótárral – és életművének más, kisebb jelentőségű darabjaival – lényegében megteremtette az egységes magyar borászati szaknyelvet, feljegyezve nemcsak a Kárpát-medence legfontosabb, filoxéra előtti szőlőfajtáit, de összegezve a magyar borvidékekkel kapcsolatos főbb tudnivalókat is. A kiadvány összefoglalta a borászati kémia akkoriban ismert tudásanyagát, valamint a borászat néprajzi és kultúrtörténeti vonatkozásait is.
Idősebb korában, mint lelkes honti lokálpatrióta különböző közéleti megbízatásokat is elvállalt: 1867 után a vármegye törvényszéki bírónak választotta, de volt szőlőváltsági jogbiztos, árvaszéki elnök és Besztercebányán kataszteri felügyelő is; ő volt a Honti Fiókgazdasági Egyesület alapítója, valamint az ipolysági kaszinó egyik igazgatója. Élete utolsó 10 évét Garamkövesden töltötte, mint borászati vándortanító és postamester, a halál Dorogon érte 1890-ben, beszentelt holttestét azonban szülőhelyére szállították és ott helyezték végső nyughelyére.
A Szent Sylvester-rend vitéze, a német lovagrend Mária-kereszt tulajdonosa, a Szent István Társulat örökös alapító tagja, a győrvidéki s hevesmegyei gazdasági egyesületek, valamint a bajor frauendorfi Praktische Gartenbau-Gesellschaft tiszteletbeli tagja volt.

## Írásai
Cikkei a Gazdasági Tudósításokban (1839. Hontvármegye éjszaki része), az Ismertetőben (1840. A legjobb juh-etető vályu, Gazdasági fiókegyesület Hontban, Vélemény miként lehet a tűz által okozott károkat legkönynyebben pótolni, Mezei prücskök kiirtása, A hámos lovak és ezek nevelési főelvei), a Pesti Naplóban (1854. 76. sz. A tagosításról, 1862. 216. sz. Koritniczai gyógyintézet), a Gazdasági Lapokban (1855. Egy-két szó a tagosításról, Felhivás a bortermesztőkhöz, Egy kis észrevétel az őszi és tavaszi szőlőtermesztésre nézve, 1861. Hogy lehet erős s bortermő szőlőket nevelni?, Bortermelés czélja, Az alföldi szőlők fontossága, A szőlőmívelés különös módja, Szőlőjavítási kisérletek eredménye, A szőlő elfüvesedéséről, Boraink szerepe a jövő évi kiállításon, Borászaink teendői a jövő londoni kiállítás érdekében, A szőlő mint gyógyszer, Hegyaljai bormivelő egyesület, Szőlőmag értékesítése, A mustár erjedésének befolyása a bor minőségére nézve, Őszi szőlőmetszés, Szőlőtrágyázás, A bor első lefejtése, Uj módja a gyökeres szőlővessző-szerzésnek és szőlőújításnak. 1863. Szőlőkezelés körüli téveszmék, A szőlőszet által nyerhető póttakarmány, 1867. Borászatunk jelen állapota) sat., a Magyar Sajtóban (1856. 107. sz. Gazdasági irodalmunk. 1857. 38. sz. A borkereskedés általában s ujabb tokaji borárulás Pesten), a Szőlőszeti és Borászati Közleményekben (1857. Felhivás a bortermesztőkhöz), a Magyar Évlapokban (1857. Az alsó általános gazdasági kiállításról hazánkban), a M. Gazdában (1861. Nehány szó borászainkhoz a jövő évi londoni kiállítás érdekében), a Székesfehérvári Borász. Csarnokban (1863. Egy kis észrevétel a borszeszesítés kérdésére, Trágyázási kisérlet, Egy borászati iparvállalat, Kell e az egyéves ültetvényeket metszeni?, A szőlő nemes rothadásáról, Szőleink állapota és a nagy lapok tudósításai), a Népkertészben (1865. Borászati levelek), a Borászati Lapokban (1869. A magyar borászat fontossága, Bortermő vidékek ismertetése: Eger, Érmellék, Magyarád, Vörös-bor készítés, Ujabb elvek szerinti szőlőmívelés, 1870. A bor életrendi tekintetben), az Esztergomi Közlönyben (1882. Simor János hetvenötödik primása Magyarországnak, kivonat naplójegyzeteimből) sat. Az Egyetemes Magyar Encyclopaediának is munkatársa volt.

## Művei
- A tagosításról és a tagosított birtok elrendezése és míveléséről. A legújabb törvényekhez, hazánk viszonyaihoz és a nép jelleméhez alkalmazva. Pest, 1853
- Vinczellérek könyve, avagy a szőlőmívelés s borkezelésnek legalaposabb módja. A növény és vegytan szabályai szerint gyakorlatilag előadva. I. kötet. Pest, 1856
- Cselédbarát. A cselédek erkölcsi állapota javítására és értelmi kifejlődésére czélzó mulatva oktató könyv. Szombathely, 1856
- A szőlőmívelés és borkezelés ujabb elvei. Pest, 1860
- Borászati vegytan röviden s népszerűen előadva. Pest, 1858 (Németűl Wohl Ágost által ford. Bécs. 1860)
- Borászati szótár. Pest, 1861
- Hangok a Renanismus ellen. Pest, 1864
- A borászati ipar fejlesztése. Pest, 1868
- A hazai szőlészet. Entz Ferenccel és Gyürki Pállal, Pest, 1868
- Gyakorlati útmutatás, miként kell eljárni a szőlődézsmaváltság keresztülvitelénél a feleknek, jogbirtokosoknak és községelőljáróknak. Pest, 1869
- Magyar polgári jogok és kötelességek rövid ismertetése. Kérdések és feleletekbe foglalva a falusi népiskolák számára. Pest, 1872 (2. kiadás a legújabb törvények alapján. Bpest, 1877. 3. kiadás, 1880. 4. k. 1890. Pest)
- Az uj szolgabirói hivatal kézikönyve. Hivatkozva idevonatkozó törvényekre és rendeletekre, irománypéldákkal és gyakorlati utasítással ellátva. Pest. 1872
- Igaz-e Darwin tana az ember eredetéről? és mit mond a tudomány Darwin állításaira. Pest, 1873
- Ötvennégy év Hontvármegye történetéből 1820-tól 1874-ig. Vácz, 1875-1883. Két kötet.
- Népszerű magyarázata a földadó szabályozására vonatkozó 1875. VII. t.-cz.-nek, egyszersmind példákkal ellátott útmutatás a kataszteri munkálatoknál érdekelt gazdák stb. számára. Bpest, 1875
- Borászatunk reformjai. Igénytelen fejtegetése azon módoknak és eszközöknek, melyek által hazánk szőlőseinek jövedelmét nagyban lehet szaporítani és borászatunk előhaladását biztosítani. A szőlőmívelés uj rendszere. A tudomány útmutatása után és 40 évi tapasztalatok alapján. Vácz, 1879
- Naplótöredékek egy falusi lelkész hátrahagyott irataiból. Vácz, 1881
- Gazdasági mellék iparágak és a gazdasági háziipar népszerű ismertetése gyakorlati útmutatással. Különös tekintettel a falusi nép viszonyaira. Koszorúzott pályamű. Vácz, 1884 (2. kiadás. Bpest, 1888)
- A szőlő mint kincsbánya. Bpest, 1888
- Kisbirtokosok kátéja, útmutató miként boldogulhatnak és mily módon juthatnak jóléthez. Bpest, 1889
- A gyümölcs értékesítése. Gyakorlati útmutatás, miként kell az érett gyümölcscsel bánni, gyümölcsöt aszalni, gyümölcsbort csinálni.... Bpest, 1889 (Falusi Könyvtár 34.)
- Az előhaladt borkezelés és pinczegazdászat ismertetése és útmutatás a szüretelés, mustkezelés, a homoki borok tökéletesítésére... nézve. Bpest, 1889 (Falusi Könyvtár 35.)
- Védekezés a filloxera és a szőlőgomba ellen és a bortermelés folytatásának módja. Gyakorlatilag előadva. Bpest, 1890
- A szőlő mint kincsbánya. Miként lehet a szőlőt, a tudomány elveinek megfelelő mívelés- és mellékterményeinek kihasználása által kincsbányává tenni, s bortermelésünket is fejleszteni; 2., átdolg. kiad.; Franklin, Bp., 1906
- Borászati-szótár. Betűrendben kellő magyarázattal ellátva; hasonmás kiad. (1861); Lilium Aurum, Dunaszerdahely, 2004

Szerkesztette s kiadta Pesten a Szőlőszeti és Borászati Közleményeket 1857-ben 6 füzetben; a Borászati Lapok c. hetilapot 1858 jan. 3-tól 1861. márc. 25-ig, mikor megszűnt; és ennek folytatását a Borászati és Kertészeti Füzeteket 1862-ben összesen hat füzetet; a Tájékozó cz. politikai, ipar és kereskedelmi közlönyt 1864. január 1-től júniusig, mely minden másodnap jelent meg; a Borászati Naptárt 1867-re és 1870-re Pesten; a kataszteri Kalauzt 1875 júliustól szept. végéig Vácon, mely havonként kétszer jelent meg. Szerk. és kiadta a Gyakorlati Tanácsokat is öt füzetben. Kiadta Letenyey Lajos összes munkáit (Pest, 1865)